# Ameriyeh, al-Bab
Ameriyeh (tiếng tiếng Thổ Nhĩ Kỳ: Mazıcı, tiếng Ả Rập: مازجي) hoặc El Amiriye (tiếng Ả Rập: العامرية, đã Latinh hoá: Al-Amerīyyāh Mazıc ı) là một ngôi làng ở phía bắc tỉnh Aleppo, tây bắc Syria. Nằm một số 8 km (5,0 mi) phía đông nam của al-Rai và biên giới với Thổ Nhĩ Kỳ, đây là một phần hành chính của Nahiya al-Rai ở quận al-Bab. Trong cuộc điều tra dân số năm 2004, Ameriyeh có dân số 881.